# Irish Tour 1965
Ośma w historii (pierwsza irlandzka) i pierwsza z jedenastu tras odbytych w 1965 roku przez grupę The Rolling Stones.

## The Rolling Stones
- Mick Jagger – wokal prowadzący, harmonijka
- Keith Richards – gitara, wokal wspierający
- Brian Jones – gitara, harmonijka, wokal wspierający
- Bill Wyman – gitara basowa, wokal wspierający
- Charlie Watts – perkusja, instrumenty perkusyjne

## Lista koncertów
| Data                       | Miasto  | Kraj              | Miejsce         |
| -------------------------- | ------- | ----------------- | --------------- |
| 6 stycznia 1965 2 koncerty | Belfast | Irlandia Północna | ABC Theatre     |
| 7 stycznia 1965 2 koncerty | Dublin  | Irlandia          | Adelphi Theatre |
| 8 stycznia 1965 2 koncerty | Cork    | Irlandia          | Savoy Theatre   |